# Friedrich Matz der Ältere

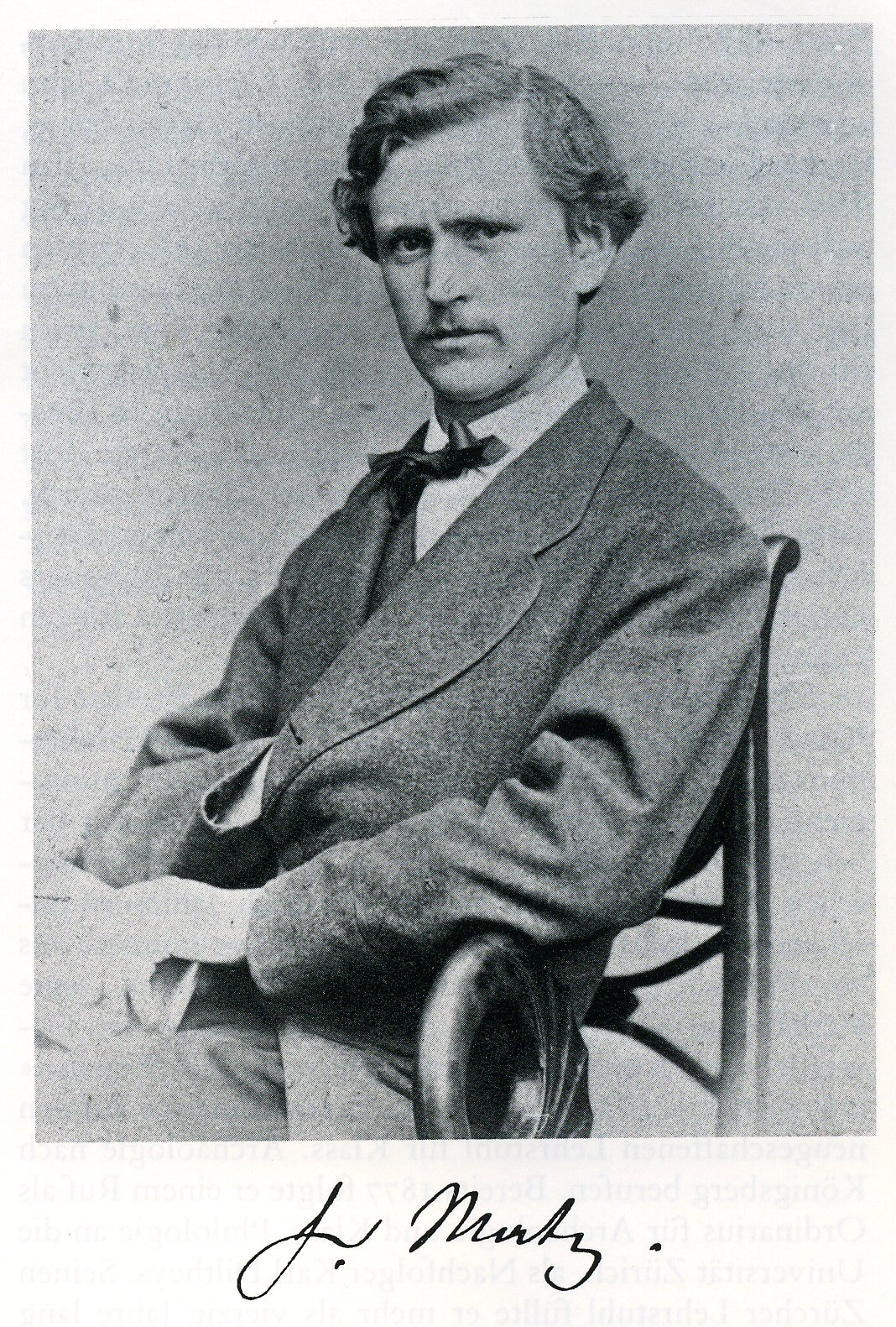
Friedrich Matz der Ältere

Friedrich Matz (* 18. Oktober 1843 in Lübeck; † 30. Dezember 1874 in Berlin) war ein deutscher Klassischer Archäologe.

## Leben

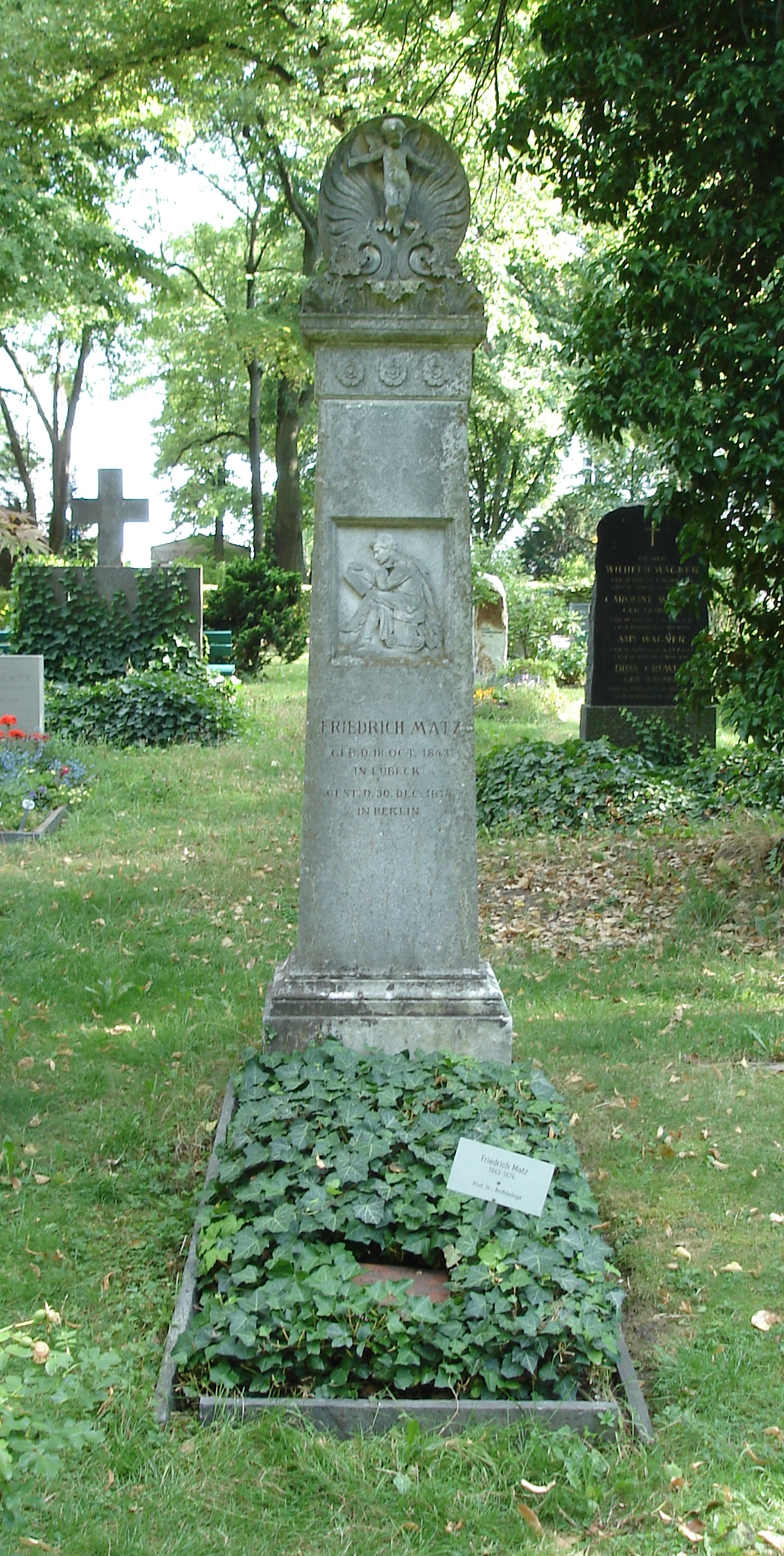
Grab auf dem Alten St.-Matthäus-Kirchhof in Berlin-Schöneberg

Friedrich Matz war ein Sohn des Lübecker Arztes Carl Johann Gottlieb Matz (1810–1892) und dessen Frau Mathilde Friederike Sophie, geb. Krüger (1821–1905). Der Baurat Johannes Matz war sein jüngerer Bruder. Nach dem Besuch des Katharineums bis zum Abitur Ostern 1863 studierte Matz Klassische Archäologie und Philologie an der Universität Bonn, vor allem bei Otto Jahn. In einer 1867 erschienenen Arbeit, mit der er in Bonn promoviert wurde, beschäftigte er sich mit den Bildbeschreibungen des antiken Autors Philostrat. Bei einem Studienaufenthalt in Italien und Griechenland von 1867 bis 1870 wandte sich Matz vor allem den antiken Sarkophagen zu, deren systematische Bearbeitung ihm das Deutsche Archäologische Institut 1870 übertrug (Die antiken Sarkophagreliefs). Nach der Habilitation in Göttingen 1870 wurde Matz 1873 außerordentlicher Professor in Halle. Bereits im folgenden Frühjahr 1874 wechselte er als Lehrstuhlinhaber an die Universität Berlin, wo er allerdings bis zu seinem frühen Tod nur ein Dreivierteljahr wirken konnte. Er wurde auf dem Alten St. Matthäus-Kirchhof in Berlin bestattet. Sein Grab ist seit 1978 als Ehrengrab der Stadt Berlin gewidmet.
Neben den Sarkophagen beschäftigte sich Matz auch mit antiken Kunstwerken in modernen Sammlungen, insbesondere in Großbritannien.
Friedrich Matz der Jüngere war sein Neffe.